# Albert Sabin

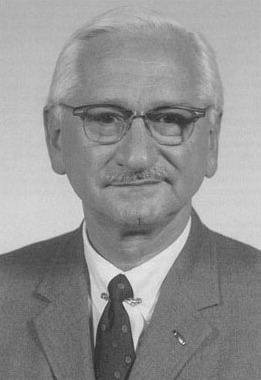
Albert Sabin

Albert Bruce Sabin, vor 1920 Albert Saperstein (* 26. August 1906 in Belostok, Russland (heute Polen); † 3. März 1993 in Washington, D.C.), war Mediziner und Virologe. Er entwickelte die Schluckimpfung gegen Kinderlähmung (Polio) auf der Grundlage der Vorarbeiten von Jonas Salk.

## Werdegang
Sabin wurde am 26. August 1906 als Albert Saperstein in eine jüdische Familie in Białystok im damals geteilten Polen (damaligen Russischen Kaiserreich) geboren. 1920/21 emigrierte er mit seiner Familie in die USA und änderte seinen Namen in Sabin. Er studierte Medizin an der New York University und schloss das Studium 1931 mit dem Medical Doctor (MD) ab. 1930 erwarb er die amerikanische Staatsbürgerschaft.
Von 1935 bis 1939 arbeitete Sabin am Rockefeller Institute for Medical Research. 1939 wurde er zum Professor der Kinderheilkunde und pädiatrischen Forschung an der University of Cincinnati ernannt. Dort arbeitete er bis 1969. Alternativ zur 1955 in den USA zunächst eingeführten und von Jonas E. Salk entwickelten Impfung gegen die Poliomyelitis mit abgetöten Viren, hatte Sabin an einem oralen Impfstoff auf der Basis von lebenden, aber in ihrer Virulenz abgeschwächten Viren gearbeitet. 1960 wurde die von ihm entwickelte Schluckimpfung gegen Kinderlähmung nach erfolgreichen vorläufigen Studien ab 1956 an Kindern in der Sowjetunion erstmals im großen Rahmen auch in den USA eingesetzt. Die Entwicklung des Impfstoffs wird heute als Sabins größte wissenschaftliche Leistung betrachtet. Im Jahr 1962 erhielt der Impfstoff schließlich die Lizenz in den USA. Großangelegte Impfkampagnen („Sabin Sundays“) brachten erhebliche Erfolge bei der Bekämpfung der Poliomyelitis in den USA und anderen Ländern.
Später führte seine wissenschaftliche Arbeit Sabin an das Weizmann-Institut (1970–72), an das National Cancer Institute der USA (1974) und an die Medical University of South Carolina (1974–82).
Sabin entwickelte auch einen serologischen Test für die Toxoplasmose („Sabin Feldmann Test“).
Die letzte Station seiner wissenschaftlichen Laufbahn war das Fogarty International Center for Advanced Studies in the Health Sciences, eine zum National Institute of Health (NIH) gehörende Einrichtung. Dort arbeitete er bis 1986 in Vollzeit, 1988 ging er in den Ruhestand.

## Auszeichnungen (Auswahl)
- 1951: Mitglied der National Academy of Sciences
- 1955: Mitglied der American Academy of Arts and Sciences
- 1956: Howard Taylor Ricketts Award
- 1958: Aufnahme in die Polio Hall of Fame in Warm Springs (Georgia)
- 1962: Robert-Koch-Preis
- 1964: Bayerischer Verdienstorden
- 1964: Antonio-Feltrinelli-Preis
- 1965: Albert Lasker Award for Clinical Medical Research
- 1970: National Medal of Science
- 1974: John Howland Award
- 1986: Freiheitsmedaille („The Presidential Medal of Freedom“), die höchste zivile Auszeichnung in den USA
- 1986: Orden der Völkerfreundschaft (Sowjetunion)

## Veröffentlichungen (Auswahl)
- Albert B. Sabin: Characteristics and genetic potentialities of experimentally produced and naturally occurring variants of poliomyelitis virus. In: Annals of the New York Academy of Sciences. Band 61, Nr. 4, 1955, S. 924–939, doi:10.1111/j.1749-6632.1955.tb42551.x, PMID 13340601.